# Teixidor emmascarat
El teixidor emmascarat (Ploceus velatus) és un ocell de la família dels ploceids (Ploceidae).

## Hàbitat i distribució
Habita els boscos d'acàcies i sabanes de l'oest, sud i est d'Angola, nord de Namíbia, Botswana, Zimbabwe, Zàmbia, Malawi, Moçambic i cap al sud fins al sud de Sud-àfrica.